# Goldsardine
Die Goldsardine (Sardinella aurita), auch Große Sardine oder Ohren-Sardine genannt, gehört zur Gattung Sardinella innerhalb der Familie der Dorosomatidae aus der Ordnung der Heringsartigen (Clupeiformes). Der schwarmbildende Fisch lebt pelagisch und ernährt sich hauptsächlich von Zooplankton.

## Merkmale

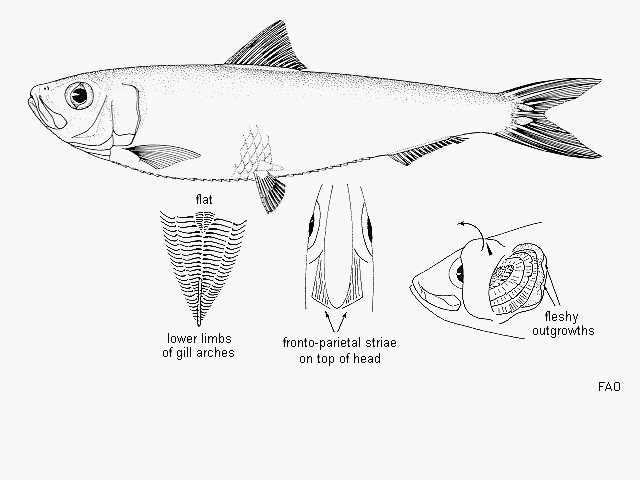
Schematische Details – Sardinella aurita

Die Goldsardine ähnelt in ihrem Aussehen der Europäischen Sardine und der Madeira-Sardine. Sie besitzt ebenfalls eine längliche Körperform mit mehr oder weniger abgeflachten Seiten, erreicht aber ausgewachsen eine größere Körperlänge zwischen 25 und 30 cm. Die größten gesichteten Exemplare werden mit 33 cm angegeben. Ihre Gestalt kann zylindrischer wirken als bei den beiden anderen Arten. Die Körperhöhe beträgt je nach Individuum zwischen 23 % und 27 % (40 %) der Körperlänge. Ihr kurzes Maul ist leicht oberständig und die Schwanzflosse ist stark gegabelt. Die Goldsardine besitzt eine Rückenflosse (Dorsalis), die ausschließlich aus Weichstrahlen besteht (Flossenformel: D 0/17(-20)), eine Afterflosse (Analis, Flossenformel A 0/16(-18)) sowie eine bauchständige Bauchflosse (Ventralis). Die zwei Brustflossen (Pectoralia) bestehen aus einem Hartstrahl und 8 getrennten Weichstrahlen (Flossenformel: P I 8). Durch dieses Merkmal unterscheidet sich die Goldsardine von allen anderen Arten der Gattungen Sardinella, Harengula, Opisthonema, Herklotsichthys und Amblygaster. Eine Fettflosse (Adiposis) ist nicht vorhanden. Namensgebend sind zwei fleischige laterale Auswüchse am hinteren Ende des Kiemendeckels („Ohren“) beziehungsweise ein goldener, manchmal bräunlicher oder ausgeblichener lateraler Querstreifen auf mittlerer Körperhöhe. Dieser Streifen verläuft, ausgehend von einem goldenen Fleck hinter der Kiemenöffnung, der ebenfalls bräunlich oder verblasst sein kann, bis zur Basis der Schwanzflosse (Caudalis). Oberhalb dieses Streifens und über den gesamten Rücken ist die Goldsardine grünlich-bläulich gefärbt, unterhalb des Streifens sind die Schuppen silbrig glänzend. Hinter dem Kiemendeckel befindet sich ein weiterer schwarzer Fleck. Auf der Kopfoberseite knapp hinter den Augen können zahlreiche feine Striemen vorhanden sein. Die Goldsardine besitzt zwischen 47 und 49 Wirbel. Die Kiemenreusen auf der Schlundseite der Kiemenbögen der Goldsardine sind fein und zahlreich, meist sind mehr als 80 vorhanden (zwischen 162 und 248 bei ausgewachsenen Tieren in Westafrika). Die anterioren Kiemenreusen des zweiten und dritten Kiemenbogens liegen flach vor, während sie bei anderen Arten von Sardinella, zum Beispiel Sardinella brasiliensis, gekräuselt sind. Weibchen wachsen generell schneller und werden größer als Männchen. Die Lebenserwartung liegt bei etwa 6 Jahren. Die Generationslänge beträgt 4 Jahre.

## Verbreitung

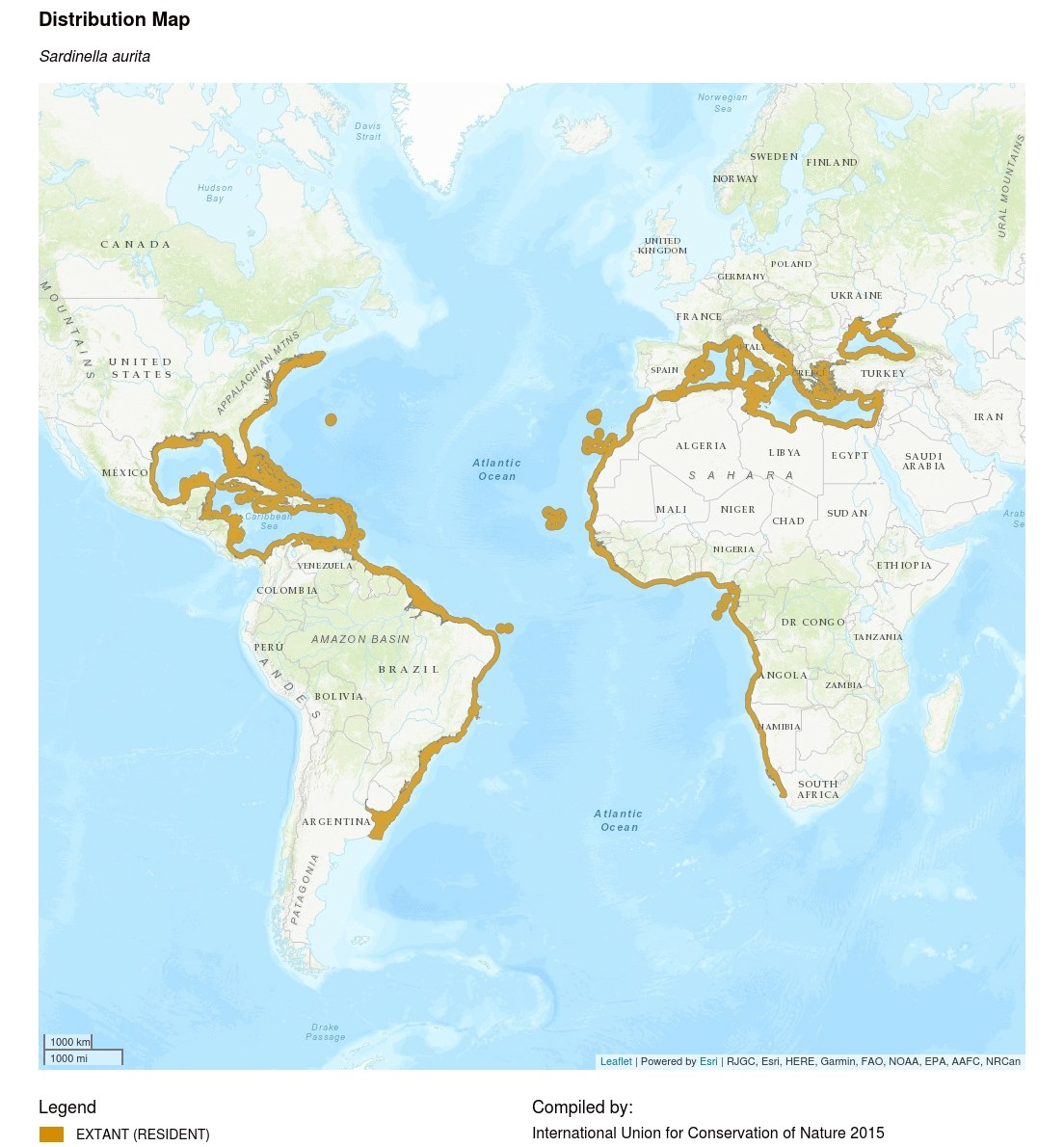
Verbreitungsgebiet von Sardinella aurita (IUCN red list, 2015)

Die Goldsardine ist im Atlantik, dem gesamten Mittelmeer sowie dem Schwarzen Meer beheimatet und dort in großen Schwärmen anzutreffen. Im Westatlantik findet man sie im Norden ab Cape Cod, die US-Ostküste entlang nach Süden über Bermuda, die Bahamas, den gesamten Golf von Mexiko bis zur Küste Argentiniens in Südamerika. Im Ostatlantik trifft man sie von Gibraltar über die Kanaren, entlang der Westküste Afrikas über die Kapverden bis zur Saldanha Bay in Südafrika an.

## Habitat
Goldsardinen bilden im offenen Wasser große Schwärme mit vielen tausend bis wenigen Millionen Individuen. Man findet sie sowohl küstennah als auch bis an den Rand des Kontinentalschelfs. Bevorzugt werden allerdings subtropische, klare Gewässer mit einer Wassertemperatur von mindestens 24 °C. In Auftriebsgebieten mit hohem Nahrungsangebot findet man sie oberflächen- und küstennah, wohingegen sie sich bei höheren Temperaturen unterhalb der Thermokline in Tiefen von über 200 m, in Westafrika bis 350 m, zurückziehen können. Im westlichen Mittelmeer konnte nachgewiesen werden, dass Goldsardinen mit steigenden Wassertemperaturen im Sommer in großer Zahl weit Richtung Norden wandern und im Winter bei tieferen Temperaturen südlichere Regionen des westlichen Mittelmeerbeckens aufsuchen. Generell legen Goldsardinenschwärme weite Strecken zurück und wandern häufig entlang des Kontinentalschelfs zur Nahrungssuche und Schutz vor Fressfeinden.

## Ernährung
Mehrere Untersuchungen des Mageninhalts von Goldsardinen an den Küsten Ägyptens, Israels und Marokkos ergaben, dass Zooplankton (50,1 % im Jahresmittel) und Phytoplankton (34 % im Jahresmittel) die Hauptnahrungsquellen der Goldsardinen sind, gefolgt von nicht näher bestimmtem Detritus (15,9 %). Das gefressene Zooplankton lässt sich weiterhin in vier wichtige Untergruppen unterteilen. Den größten Anteil machen mit 37,5 % die Ruderfußkrebse (Kopepoden) aus (hauptsächlich Calanoida und Cyclopoida), gefolgt von Protozoen (Foraminiferen, Tintinniden), Wasserflöhen (Cladocera) sowie Fischeiern und Larven. Den größten Anteil an gefressenem Phytoplankton nehmen Diatomeen (25 %) ein, gefolgt von Chlorophyceae (5,9 %), sowie Cyanophyceae und Dinoflagellaten (zusammen 3,1 %). Die Ernährungsweise von Sardinella aurita hängt aber stark von der saisonalen Verfügbarkeit ihrer Beuteorganismen ab. So stellen Kopepoden ganzjährig mit Ausnahme des Herbstes (Nordhemisphäre) die wichtigste Beutegruppe dar (32–91 % der Gesamtmasse). Im Herbst machen Diatomeen 75 % der Nahrung aus, gefolgt von Chlorophyceae mit 25 %. Protozoa werden hauptsächlich im Frühjahr mit einem Anteil von 21 % gefressen. Das Alter und die Größe der Individuen haben darüber hinaus auch einen Einfluss auf die Zusammensetzung der gewählten Nahrung. So ist der Anteil an Phytoplankton bei juvenilen Individuen höher als bei adulten, welche vermehrt Kopepoden fressen. Wie alle Clupeiden sind auch Goldsardinen in der Lage, mit Hilfe ihrer Kiemenreusen Nahrung aus dem Wasser herauszufiltern. Wasser wird hierbei durch die Kiemen angesaugt, wobei Phyto- und Zooplankton von den Kiemenreusen gefiltert und anschließend verwertet werden kann. Dieser Weg der Nahrungsaufnahme ist energieeffizienter als das normale, selektive Schnappen nach Beute, das sie ebenfalls beherrschen. Von April bis Oktober fressen Sardinen tagsüber, mit der größten Aktivität in der beginnenden Dämmerung zwischen 16:00 und 18:00 Uhr, sonst nachts nahe der Wasseroberfläche.

## Fortpflanzung
Nach etwa zwei Jahren erreichen die schnell wachsenden Goldsardinen die Geschlechtsreife. Weibchen erreichen die Geschlechtsreife bei spätestens 21 cm Körperlänge, bei Männchen tritt sie bereits bei geringerer Körpergröße ein. Das Fortpflanzungsverhalten der iteroparen Goldsardine ist komplex und variiert je nach Verbreitungsgebiet. Ausschlaggebend sind regionale Gegebenheiten wie Auftrieb von kaltem Tiefenwasser und die damit verbundene Verfügbarkeit von Plankton. Wahrscheinlich laichen die Tiere das ganze Jahr über, jedoch sind deutliche Hauptzeiten erkennbar, die je nach Region variieren. Teils gibt es auch zwei Fortpflanzungszyklen pro Jahr. Im Mittelmeer und vermutlich auch vor Nordamerika liegt die Hochphase zwischen Mitte Juni und Ende September. Vor dem Senegal findet das erste Ablaichen bereits im Mai statt und ein zweites Mal zwischen Oktober und November. Vor Mauretanien, Ghana und der Elfenbeinküste ist der Höhepunkt zwischen Juli und August, während im Golf von Mexiko die Hauptsaison zwischen September und Februar ist. Vor der Karibikküste Venezuelas findet die Laichzeit, ungewöhnlich für pelagisch lebende Fische, 5 Monate nach dem Ende des Upwelling-Zeitraumes statt, wenn das Nahrungsangebot an Plankton sehr niedrig und die die Strömungsbedingungen ungünstiger sind. Die Goldsardinen fressen sich in dieser Region während des Upwelling-Zeitraumes Energiereserven in Form von Fett an, die sie zu einem späteren Zeitpunkt zum Aufbau der Gonaden wieder abbauen. Bei einem Ablaichen werden etwa 50 Eier pro Weibchen abgelegt, somit können also je nach Region und Laichhäufigkeit bis zu 100 Eier pro Jahr und Weibchen produziert werden. Das Laichen spielt sich in warmen Flachwassergebieten in Küstennähe ab. Die Größe der Eier beträgt zwischen 1 und 1,25 mm und bis zum Schlüpfen vergehen 3 Tage. Die Überlebenswahrscheinlichkeit der Jungtiere fluktuiert sehr stark in Abhängigkeit von den Strömungs- und Temperaturbedingungen im Ozean sowie der Bejagung durch Räuber. Die Jungtiere verbleiben zunächst im Laichgebiet, bevor sie als neuer Schwarm in kühlere Gebiete auf dem Kontinentalschelf migrieren.

## Verhalten
Eine Untersuchung von Verhaltensmustern bei Sardinella aurita ergab, dass verschiedene Faktoren für die Form der Schwärme verantwortlich sind. So reagieren die Fische unterschiedlich auf Stimuli wie Licht, Lärm und Jäger. Bei Bedrohung durch letztere können sich Goldsardinen tarnen, indem sie sich dank der Lichtreflexion ihrer Schuppen farblich in ihre Umgebung einfügen. Sardinella aurita springt bei Bedrohung aus dem Wasser, um Räubern zu entgehen, was von anderen pelagischen Fischarten bisher nicht berichtet wurde. Für den Menschen stellt die Goldsardine im Meer keine Bedrohung dar. Wenn man sich als Taucher oder Schnorchler ruhig verhält, kann man sich ihnen so weit nähern, dass der goldene Lateralstreifen erkennbar ist.

## Bedeutung für den Menschen und Schutzmaßnahmen
Die Spezies wird kommerziell befischt, hauptsächlich mit Ringwadennetzen. In kleinerem Ausmaß gelangen Goldsardinen auch als Beifang in Grundschleppnetze. Angeboten werden die Fische entweder frisch oder eingelegt in Dosen. Häufig werden sie auch als Köderfisch benutzt. Durch starke natürliche Schwankungen der Populationsgröße durch Veränderungen des Upwelling-Regimes in den verschiedenen Habitaten lässt sich eine Fangquote für nachhaltige Befischung nur schwer festlegen. Im östlichen Zentralatlantik gilt der Fang von Sardinella aurita als nicht nachhaltig. 2007 empfahl die Working Group for small Pelagics der IUCN eine Reduktion der Gesamtfangmenge dort um 50 % auf 220.000 Tonnen pro Jahr. In den besonders betroffenen Gebieten um die Elfenbeinküste, Ghana, Togo und Benin soll die Fangmenge sogar auf 20.000 Tonnen pro Jahr beschränkt werden, während in den Gewässern um Nigeria und Kamerun eine Fangmenge von 150.000 Tonnen pro Jahr nicht überschritten werden sollte. Dennoch gilt die Art als international nicht gefährdet und wird von der IUCN in ihrem letzten Bericht 2015 auf der Roten Liste der gefährdeten Tierarten mit „Least Concern“, also geringstem Aussterberisiko, geführt. Weitergehende Schutzmaßnahmen oder die Einrichtung von Schutzgebieten werden nicht als nötig erachtet.